# Red Knot
Red Knot è un film del 2014 diretto da Scott Cohen.